# Röntgenkristallografie

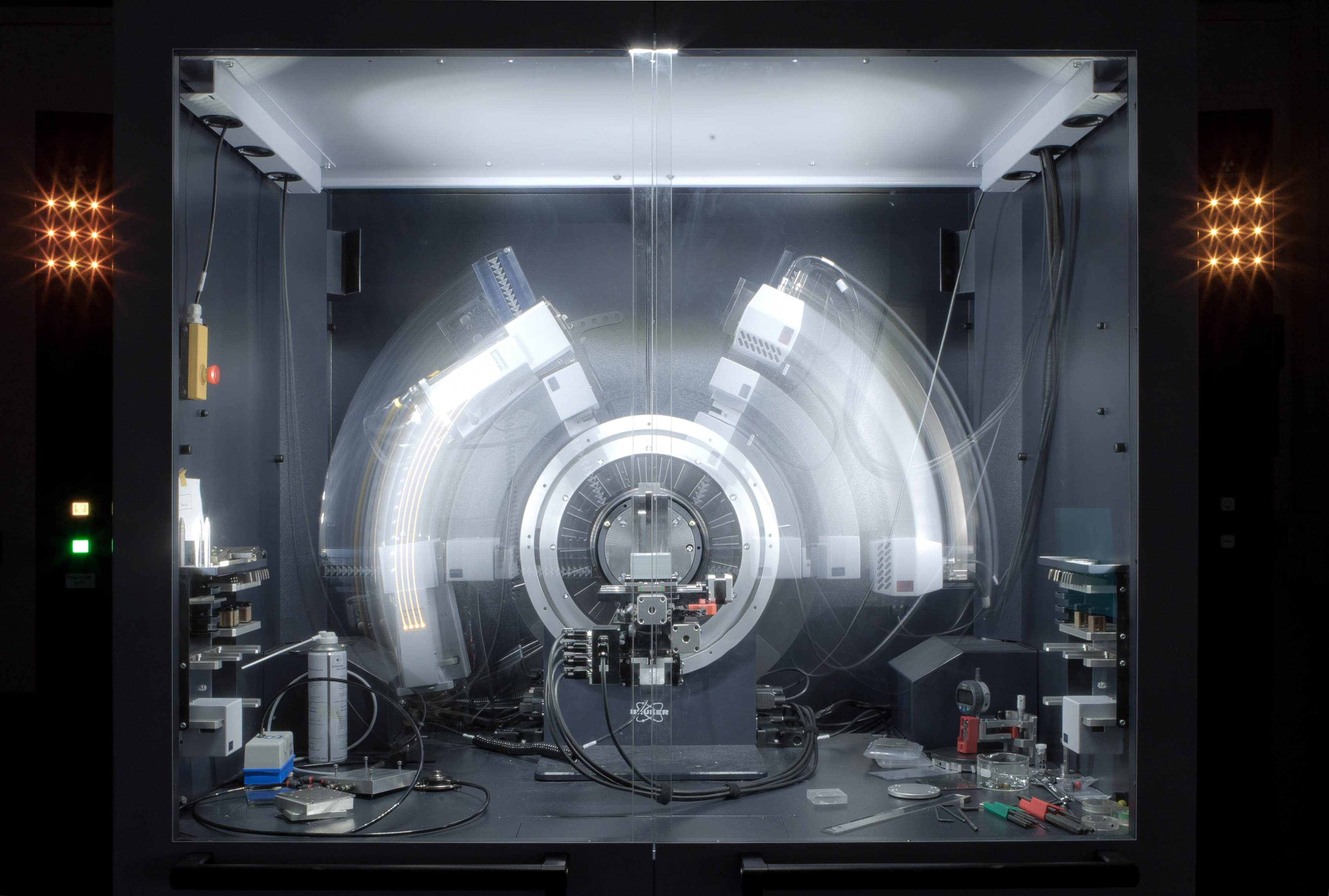
Röntgen-diffractometer in werking

Röntgenkristallografie, ook wel röntgendiffractie genoemd, is een karakteriseringstechniek waarmee aan de hand van de verstrooiing van röntgenstralen de structuur van vaste stoffen kan worden bepaald. Als de techniek op kristallen wordt toegepast, kan daarmee de kristalstructuur zeer nauwkeurig worden bepaald. Uit het diffractiepatroon is het mogelijk de positie van de atomen in de moleculen te reconstrueren. 
In de vroege jaren vijftig begonnen wetenschappers deze techniek toe te passen op biologische moleculen zoals DNA en eiwitten. De techniek werd ook gebruikt voor de bepaling van de structuur van mineralen en eenvoudige organische verbindingen, zoals geneesmiddelen. Röntgendiffractie kan beschouwd worden als een zeer nauwkeurige microscopische techniek. Aan de hand van een diffractiepatroon kan de atomaire structuur van een molecuul in groot detail in kaart worden gebracht. 

## Geschiedenis
Max von Laue bedacht in 1912 dat een eenkristal met zijn driedimensionale translatiesymmetrie als een natuurlijk rooster bij een diffractie-experiment kon dienen voor licht van de juiste golflengte, analoog aan experimenten die waren gedaan met zichtbaar licht aan een tralie. Zijn eerste experimenten deed hij door röntgenstraling op kristallen van koper(II)sulfaat te laten vallen. Een gelukkig toeval was dat zijn stralingsbron, anders dan tegenwoordig polychromatisch was, want anders had hij hoogstwaarschijnlijk weinig of niets gezien.
De resultaten die von Laue behaalde, trokken de interesse van William Henry Bragg en diens zoon William Lawrence Bragg, die in 1913 experimenten als die van von Laue gebruikten om de structuur van keukenzout te bepalen. Daarvoor moesten zij een theorie uitwerken, met daarin de diffractieregel die nu nog bekend is als de wet van Bragg.
Een van de andere wetten van de röntgendiffractie, de wet van Friedel, heeft in Nederland een bijzondere rol gekregen. Deze wet, genoemd naar Georges Friedel, zegt dat elke diffractie-intensiteit identiek is met zijn tegenpool aan de andere kant van de oorsprong. De Nederlandse kristallograaf Johannes Martin Bijvoet ontdekte in de jaren zestig van de 20e eeuw dat dit niet altijd het geval was: Friedels wet bleek niet altijd op te gaan. Bijvoet ontdekte dat, als er in een kristal zware atomen voorkomen, het mogelijk is om de absolute structuur van een molecuul te bepalen. Hij kon zien welk van twee spiegelbeeldige stereo-isomeren werkelijk in een kristal aanwezig waren. Zeker na het Softenondrama, het drama met het geneesmiddel thalidomide waarvan een stereo-isomeer teratogeen bleek te zijn, was deze ontdekking een zeer belangrijke doorbraak.
Kristallografen waren onder de eerste wetenschappers die voor de complexe berekeningen computers inzetten. Rond 1965 kostte het bepalen van de structuur van een organische verbinding van een tiental atomen enkele jaren werk. Door de ontwikkeling van gevoeligere en grotere detectors, slimmere software, snellere computers en technieken die een groot deel van het werk automatiseerden, vergde dat rond het begin van de 21e eeuw nog maar enkele minuten. Het werd mogelijk steeds ingewikkelder kristalstructuren te bepalen: kleinere kristallen, grotere aantallen atomen en meer afwijkingen van de strikte translatiesymmetrie vormden alsmaar minder belemmeringen voor het vinden van de kristalstructuur.
Er zijn nu honderdduizenden organische verbindingen waarvan de structuur bekend is, en ieder jaar komen er tienduizenden bij. Zelfs structuren van eiwitten met vele duizenden atomen worden inmiddels in grote aantallen per jaar bepaald. Kristalstructuren van bijna 1.000.000 organische verbindingen zijn bepaald en in de Cambridge Structural Database opgeslagen.

## Natuurkunde
Fotonen in het röntgenbereik van het elektromagnetische spectrum hebben, als ze door materie heen gaan, een kleine kans een elastische botsing met een elektron te ondergaan. Bij zo'n elastische botsing blijven de energie en de golflengte van het foton onveranderd, maar de impuls, dus de richting waarin het foton zich voortbeweegt, kan veranderen.
Om te zien hoe röntgendiffractie werkt, kan men de straling eenvoudiger als golven zien. De elastische botsing wordt dan beschreven als het meetrillen van het elektron met de golf. Door dat meetrillen gaat het elektron zelf als een bron van röntgenstraling, als een straler van Lambert, fungeren.
Dat geldt voor alle elektronen door het hele bestraalde object. Alle elektronen trillen in fase met de invallende straling mee. Kijkt men nu onder een willekeurige hoek naar het object, dan stralen al deze elektronen een klein deel van de straling terug. Vanuit een willekeurige richting echter, zullen de stralen van alle elektronen een verschillende fase hebben, en de totale intensiteit van al die golven is daardoor zeer klein. Wanneer het voorwerp amorf is, bijvoorbeeld een gas of een vloeistof, leidt dit tot gedeeltelijke strooiing in alle richtingen, hoewel niet in iedere richting even sterk. In een kristal is er echter iets bijzonders aan de hand: er is driedimensionale translatiesymmetrie. Vanwege deze translatiesymmetrie is het mogelijk om een richting op te zoeken waarvoor geldt dat als een bepaald elektron een vastgestelde fase heeft, het elektron dat daaraan gerelateerd is door een van de translatiesymmetrieën dezelfde fase heeft. Aangezien er in een kristal zeer vele eenheidscellen zijn die elk door de translatiesymmetrieën aan elkaar gerelateerd zijn, stralen er in deze richting vele elektronen in fase, en de totale intensiteit is in zo'n situatie vele malen sterker. In heel precies die ene richting ontstaat er een röntgenstraal. Vlak daarnaast, waar er kleine faseverschillen zijn tussen de eenheidscellen, wordt door destructieve interferentie bijna geen straling gezien.

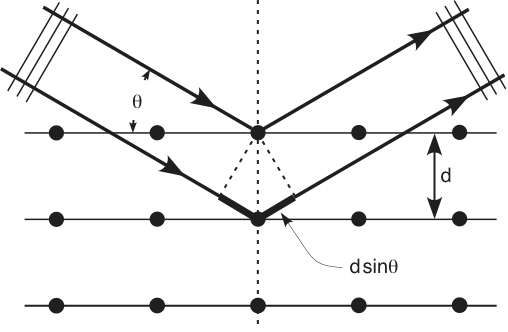
Röntgendiffractie aan een kristalrooster

### Wet van Bragg
De wet van Bragg legt aan de hand van de translatiesymmetrie vast waar men deze gediffracteerde röntgenstralen kan verwachten. De hoek tussen de invallende bundel en de verstrooide straal wordt meestal weergegeven als de strooiingshoek 2θ. Als het kristal een translatiesymmetrie met een periode {\displaystyle d} heeft, bepaalt deze de roosterconstante. De wet van Bragg geeft het verband aan tussen deze afstand, de golflengte {\displaystyle \lambda } van de straling, en de hoek {\displaystyle \theta }:
{\displaystyle 2d\sin(\theta )=\lambda }
Aangezien de sinus van de hoek {\displaystyle \theta } een waarde tussen 0 en 1 kan aannemen, {\displaystyle \theta } ligt immers tussen 0 en 90°, volgt hieruit dat interessante experimenten alleen dan kunnen worden uitgevoerd als {\displaystyle \lambda } kleiner is dan {\displaystyle d}. In de praktijk wordt vaak straling met een golflengte van 0,05 - 0,20 nm gebruikt, dit is ongeveer gelijk aan de afstand tussen naburige atomen.
De richtingen van de verstrooide straling liggen vast door de drie translatiesymmetrieën in het kristal. De gemeten richtingen leggen met behulp van de wet van Bragg de vorm van de eenheidscel van de translaties in het reciproque rooster vast.
Het geheel van de intensiteiten en fasen van elk van de verschillende verstrooide stralen bevat informatie over de inhoud van de eenheidscel. Om precies te zijn vormen ze de fouriertransformatie van de elektronendichtheid in de eenheidscel. Helaas is het ten minste een miljoen keer duurder, tijdrovender en moeilijker om een enkele fase van een verstrooide bundel te meten, dan om de intensiteiten van alle bundels te meten. Zonder gemeten fasen is het echter toch mogelijk om met rekentechnieken de elektronendichtheid te reconstrueren. Dit probleem staat bekend als het faseprobleem in de röntgendiffractie. De gedeeltelijke oplossing van dit faseprobleem heeft al voor een aantal kristallografen een Nobelprijs opgeleverd.

### Omkering van de straal
Als men de diffractietheorie van Bragg, zoals hierboven beschreven, bestudeert, kan men zien dat men de richting van alle lichtbundels kan omkeren zonder het experiment te verstoren. Als men in een diffractie-experiment de invallende bundel laat komen vanuit de plek waar hij in een eerder experiment naartoe ging, zal de nieuwe verstrooide bundel naar de richting gaan waar hij in het eerdere experiment vandaan kwam. De faseverschillen van alle elektronen langs de translatiesymmetrie zijn voor beide experimenten gelijk maar tegengesteld, en de intensiteit van de gediffracteerde bundel is daardoor voor beide gevallen identiek. Dit is de wet van Friedel, en de twee bij elkaar horende bundels heten een Friedelpaar. De Nederlandse kristallograaf Bijvoet ontdekte echter dat deze gelijkheid niet altijd op hoeft te gaan: als er in de structuur zware atomen zitten waarvan de binnenste elektronen erg snel bewegen, kan er een fasevertraging optreden in de resonantie van het elektron. In zo'n geval kan er een klein verschil ontstaan tussen de twee experimenten: bij de omkering van de stralen vindt immers geen fasevooruitschuiving plaats, maar opnieuw een fasevertraging. Daardoor is er  mogelijkheid dat er een verschil ontstaat tussen de twee waargenomen intensiteiten. Deze verschillen tussen de intensiteiten van een Friedelpaar worden naar de ontdekker Bijvoetverschillen genoemd.

## Toepassingen

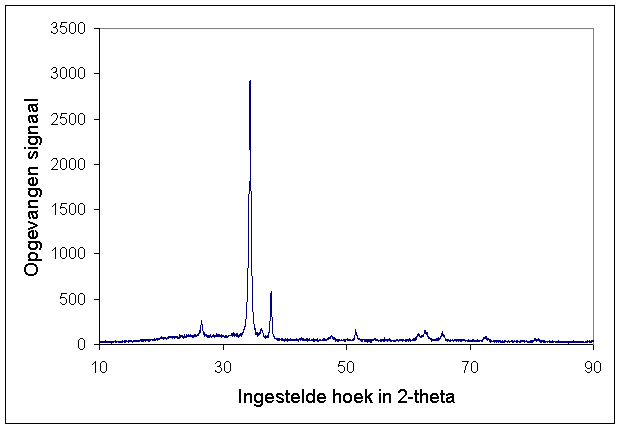
Röntgendiffractiepatroon van ZnO

De techniek wordt op verschillende manieren toegepast.
- Eenkristaldiffractie
- Poederdiffractie
- Vezeldiffractie
- Small-angle X-ray scattering, SAXS
- Poolfiguren

Diffractie wordt gebruikt als een soort microscoop om een vergroot beeld van de atomaire structuur van een kristal te zien te krijgen. Het is echter (nog) niet mogelijk om lenzen te maken voor röntgenstraling, zoals die in een lichtmicroscoop gebruikt worden. In plaats daarvan wordt diffractie gebruikt om een beeld te vormen. Er wordt dan geen rechtstreekse vergroting verkregen, maar een diffractiepatroon, en er is wiskunde nodig en het passen en verfijnen van atoommodellen voordat de driedimensionale structuur duidelijk wordt.
De diffractietechnieken kunnen alleen werken als de moleculen in het monster regelmatig gerangschikt zijn. Dit is het geval in een kristal. Veel eenvoudige samengestelde stoffen en ook eiwitten kunnen in kristalvorm worden verkregen, maar dit vereist in moeilijke gevallen wel dat er veel, honderden of soms wel duizenden, pogingen moeten worden ondernomen voordat kristallen van voldoende kwaliteit worden verkregen.
Als van een stof echt geen kristallen kunnen worden verkregen, kan er geen kristallografie worden bedreven en is de studie van de structuur op atomair niveau een stuk lastiger, hoewel er wel technieken zijn, zoals multidimensionale NMR en EXAFS, die wel informatie kunnen verschaffen.
De grootte van kristallen nodig voor diffractie neemt door toenemende techniek nog steeds af. Het was in 2003 mogelijk om kristallen van 100 micrometer groot, ongeveer 1 microgram, routinematig te gebruiken voor een analyse. Het is ook mogelijk, als een enkel gescheiden kristal niet kan worden verkregen, informatie uit een kristallijn poeder of een vezel te verkrijgen met technieken die poederdiffractie en vezeldiffractie worden genoemd. De kwaliteit van zulke structuren is echter over het algemeen minder dan die verkregen met eenkristaldiffractie.

## Materiaalkunde

Kristaloriëntatie en bijbehorende diffractiepatronen.

Diffractie is een veel gebruikte materiaalkarakteriserings-techniek in de materiaalkunde. In een kristal is het vaak makkelijk te zien wat het effect van de kristallijne structuur is, omdat het kristal op macroscopische schaal de atomaire structuur weerspiegelt. Bovendien hangen fysische eigenschappen vaak af van roosterdefecten. De studie van een kristalstructuur is een belangrijke voorwaarde voor het begrip van deze defecten. Met behulp van poederdiffractietechnieken kunnen verder spanningen in materialen direct worden gemeten.
In materialen met een aantal verschillende vaste fasen kan de kristallografie worden gebruikt om de verschillende fasen te herkennen. Omdat in elke fase de cel verschilt, of ten minste de rangschikking van de atomen, verandert het diffractiepatroon bij een faseovergang. Iedere fase kan zo worden herkend. Fasen die alleen onder heel hoge drukken voorkomen kunnen ook worden bestudeerd door ze in speciale monsterhouders, in diamantdrukcellen op te sluiten. Het diffractiepatroon van een kristal hangt van de oriëntatie van het kristal af.

### Metallurgie
Röntgendiffractie wordt ook bij metalen toegepast. Een voorbeeld is ijzer, dat bij kamertemperatuur een lichaamsgecenterde kubische cel heeft, maar bij verhitting overgaat in een dichter gestapelde vlakkengecenterde kubische cel. De kennis van deze faseovergang verklaart waarom het volume bij die temperatuur plotseling afneemt.
De eigenschappen van supergeleidende materialen kunnen met behulp van kristallografie worden bestudeerd. 

## Mineralogie
In de mineralogie en geologie wordt kristallografie veelvuldig gebruikt om mineralen te herkennen.
Een voorbeeld van een eigenschap die met de kristalstructuur verband houdt, is de structuur van klei: veel van de mineralen in klei vormen kristallen die dun en plaatvormig zijn. Het feit dat deze plaatjes gemakkelijk langs elkaar kunnen schuiven, kunnen de macroscopische eigenschappen van klei verklaren.
Doordat bij kristallografie een monster niet wordt vernield, kan bij de analyse dat een edelsteen echt is, van diffractie gebruik worden gemaakt als identificatietechniek.

## Organische chemie

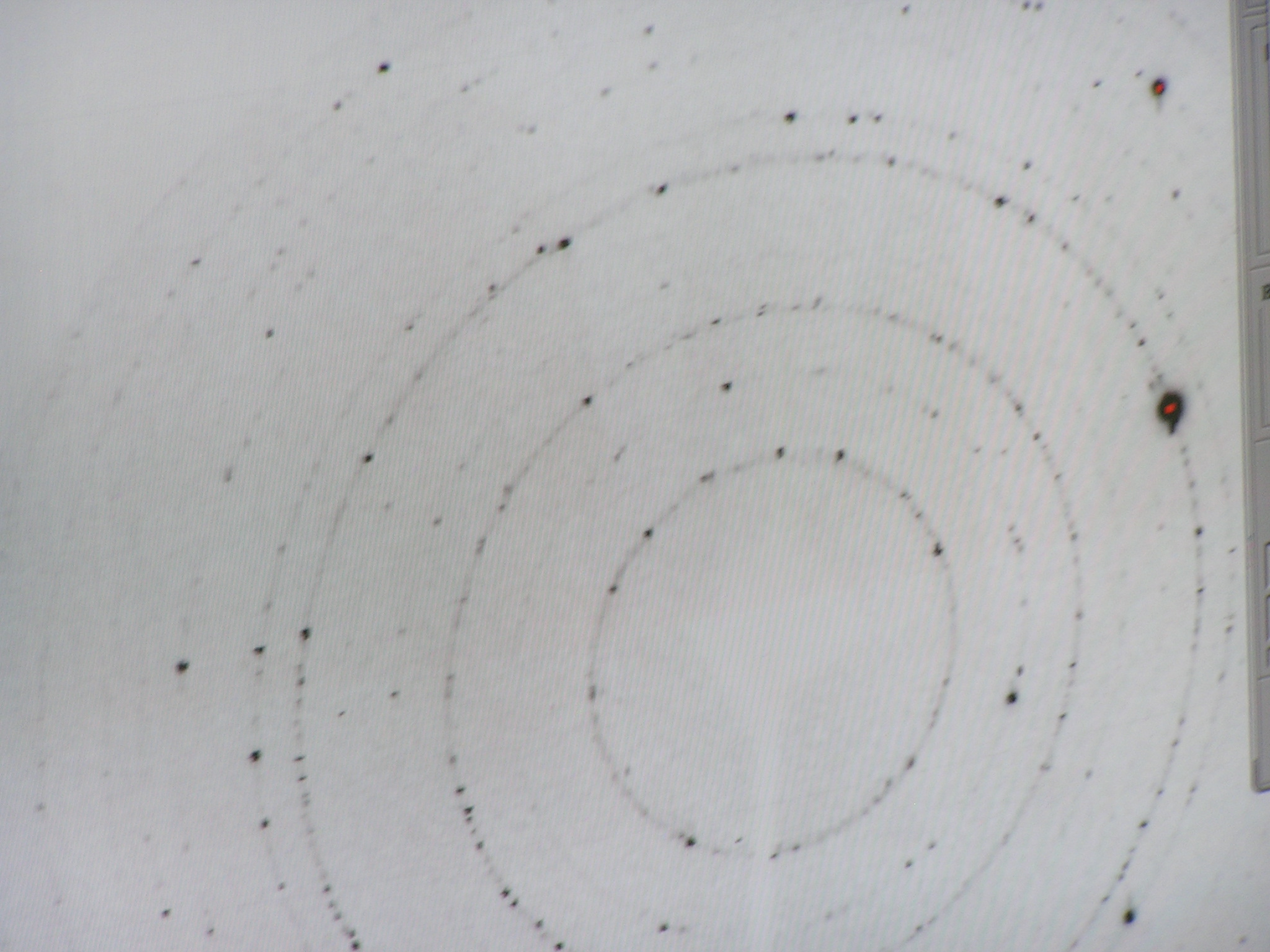
2D poederpatroon
synchrotron data

In de organische en organometaalchemie wordt diffractie gebruikt als analytische techniek: men kan hiermee aantonen of er is gemaakt wat men wilde maken. De enige voorwaarde is dat de stof kristallijn moet zijn of kan worden uitgekristalliseerd.

## Biologie
Röntgenkristallografie is de belangrijkste methode om de moleculaire structuur van eiwitten en andere biopolymeren te bepalen. Zo was bijvoorbeeld de helixstructuur van DNA afgeleid uit een diffractie-experiment. Diffractiepatronen van biologisch belangrijke moleculen zijn zeer complex, en er zijn andere rekentechnieken nodig om de structuur van deze grote moleculen op te lossen. Er wordt ook vaak van synchrotrons gebruikgemaakt als bron voor de röntgenstraling, omdat ze door een veel grotere intensiteit dan andere bronnen, kunnen worden gebruikt voor veel kleinere en zwakker verstrooiende kristallen.
De structuur van eiwitten wordt in de farmacie gebruikt om het mechanisme van eiwitten te kunnen begrijpen, en om te kunnen ingrijpen in de werking als dat nodig is om een ziekte te bestrijden.